# Карл фон Ламберг
Карл фон Ламберг (на немски: Karl von Lamberg; на чешки: Karel z Lamberka; * 1570, Щирия; † 18 септември 1612, манастир Осек) е фрайхер на Ламберг и княз-архиепископ на Прага (1607 – 1612), също 26. хохмайстер на рицарите на ордена „кръстоносците с червената звезда“. През 1606 г. той издигнат на имперски княз.

## Произход и духовна кариера
Той е от благородническата фамилия Ламберг от Каринтия и Крайна. Син е на фрайхер Зигизмунд фон Ламберг (1536 – 1619), главен ландщалмайстер в Крайна, и първата му съпруга Зигуна Елеонора Фугер фон Кирхберг-Вайсенхорн (1541 – 1576), дъщеря на граф Йохан Якоб Фугер фон Кирхберг и Вайсенхорн (1516 – 1575) и Урсула фон Харах (1522 – 1554). Брат му Йохан Якоб фон Ламберг († 1630) е епископ на Гурк (1603 – 1630). Брат му Георг Зигизмунд фон Ламберг-Ортенег-Отенщайн (1568 – 1630/1631) е фрайхер на Ортенег-Отенщайн, бургграф на Щайер и инколат на Бохемия 1607 г. Братовчед е на Йохан Георг фон Херберщайн († 1663), епископ на Регенсбург, и племенник на Кристоф фон Ламберг († 1579), епископ на Зекау.
През 1590 г. Карл фон Ламберг е домхер, по-късно декан на катедралния капител в Пасау, 1598 г. капител-декан на Залцбург и Регенсбург. Карл е избран на 14 октомври 1606 г. за архиепископ на Прага и за хохмайстер на „кръстоносците с червената звезда“. Той започва работата си на 14 май 1607 г. Помазан е за епископ на 7 октомври 1607 г.
Карл фон Ламберг се разболява и умира на 18 септември 1612 г. в манастир Осек в окръг Теплице.